# Illa del Riu
L'Illa del Riu és una illa fluvial de la Tordera al seu pas per la població homònima pràcticament la seva meitat oest i el tram associat del braç esquerre està catalogat dins del conjunt EIN Estanys de Tordera amb la denominació de braç esquerre de l'illa de la Tordera és una zona humida formada per un braç habitualment inactiu del riu Tordera, situat al seu marge esquerre, i per una llacuna artificial creada a l'illa fluvial situada entre el braç i la llera principal del riu. El braç es va originar en una avinguda de l'any 1907. Actualment és funcional només en èpoques de fortes pluges. Generalment presenta aigua que aflora del freàtic i s'asseca del tot només als períodes més secs.
Pel que fa a la vegetació, s'hi fa un bosc de ribera força estret, amb pollancres (Populus nigra), oms (Ulmus minor), freixes (Fraxinus angustifolia) i gatells (Salix cinerea), així com jonqueres, herbassars humits, i herbassars submergits, quan hi ha làmina d'aigua. La llacuna artificial rep les aigües que hi arriben bombejades des de les basses de tractament terciari de l'EDAR de Tordera. Es tracta d'una llacuna d'infiltració d'aigües depurades i de recàrrega d'aqüífers, recuperada com a aiguamoll mitjançant el projecte Life-Aqüífer Tordera realitzat per l'Agència Catalana de l'Aigua i l'Ajuntament de Tordera. En condicions de màxima inundació, la llacuna té una superfície de 14.000 m² i una fondària mitjana d'uns 3 metres. A la zona, anomenada també "Aiguamolls de l'Illa del Riu", s'hi ha realitzat una plantació amb diverses espècies forestals.
S'hi està desenvolupant un cinyell de boga força extens i hi apareixen nombroses espècies d'interès (salzes, potamogetons, diversos macròfits submergits, etc.). A la zona hi ha vores llotoses colonitzades per herbassars nitròfils del Chenopodion rubri (p.p.) i del Bidention (p.p.), gespes nitròfiles del Paspalo-Agrostidion orlades d'àlbers i salzes; alberedes, salzedes i altres boscos de ribera; així com jonqueres i herbassars graminoides humits, mediterranis, del Molinio-Holoschoenion, o estanys naturals eutròfics amb vegetació natant (Hydrocharition) o poblaments submersos d'espigues d'aigua (Potamion). Pel que fa a la fauna, la llacuna allotja sovint diverses anàtids i limícoles.
Els aiguamolls de l'illa del riu són força freqüentats com a espai de lleure i educació ambiental pels habitants de la vila de Tordera. S'hi ha instal·lat una tanca de fusta perimetral i hi ha algun itinerari condicionat, sense senyalitzar. La proximitat a un polígon industrial i una planta de tractament d'àrids limita el potencial ecològic d'aquest espai. Aquest també està malmès per l'expansió de conreus i per uns usos poc respectuosos (abocaments de deixalles, sobre-freqüentació, circulació de camions, etc.).